# Rugby Canada
Rugby Canada es la unión reguladora del rugby de Canadá.
El ente fiscaliza torneos nacionales como el Campeonato Canadiense de Rugby (Canadian Rugby Championship), la Liga Nacional Femenina (National Women's League) y el Campeonato Juvenil (Rugby Canada National Junior Championship); promociona a todas las selecciones en los torneos continentales y mundiales y también nuclea a las uniones provinciales del deporte.

## Reseña histórica
En la historia del deporte en Canadá existió distintos entes del rugby, de esta forma en 1884 se creó la Canadian Rugby Football Union por iniciativa del Montreal Football Club (hoy Westmount Rugby Club), Toronto Rugby Football Club y el Hamilton Rugby Football Club.
En 1929 se funda el Rugby Union of Canada, con muy poca actividad y por la que pasaron 6 presidentes se disuelve 10 años más tarde. Durante el período de 1939 hasta 1965 no existió ningún organismo regulador.
En 1965 la unión se refunda como Canadian Rugby Union, en 1987 se afilia a la World Rugby ex International Rugby Board y en 2001 fue miembro fundador de la Rugby Americas North ex NACRA, que nuclea a los países norteamericanos y caribeños.

## Uniones Provinciales[3]
| Unión                            | Provincia                 |
| -------------------------------- | ------------------------- |
| Rugby Alberta                    | Alberta                   |
| British Columbia Rugby Union     | Columbia Británica        |
| New Brunswick Rugby Union        | Nuevo Brunswick           |
| Newfoundland Rugby Union         | Terranova y Labrador      |
| Ontario Rugby Union              | Ontario                   |
| Prince Edward Island Rugby Union | Isla del Príncipe Eduardo |
| Rugby Manitoba                   | Manitoba                  |
| Rugby Nova Scotia                | Nueva Escocia             |
| Rugby Québec                     | Quebec                    |
| Saskatchewan Rugby Union         | Saskatchewan              |